# Glen Johnson (labdarúgó)
Glen McLeod Cooper Johnson (Dartford, 1984. augusztus 23. –) angol labdarúgó, jobbhátvéd.

## Pályafutása

### West Ham United
Johnson a Leicester City-nél kezdett futballozni, de 12 évesen elküldték. Ezután a West Ham United ificsapatához csatlakozott. 2001. augusztus 1-jén, 16 évesen profi szerződést kapott a csapattól és övé lett a 23-as számú mez. A 2001–02-es szezonban állandó tagja volt a tartalékcsapatnak, de a felnőttek között nem léphetett pályára. 2002. október 17-én kölcsönben a West Ham legnagyobb riválisához, a Millwallhoz igazolt. Két nappal később, a Norwich City ellen mutatkozott be a csapatban. A kölcsönszerződését még kétszer, egy-egy hónappal megtoldották. A Unitedben 2003. január 22-én léphetett először pályára. Csereként váltotta Éduard Cissét a Charlton Athletic elleni vesztes meccsen. A 2002–03-as szezonban 15 alkalommal lépett pályára a bajnokságban, egyszer pedig az FA-kupában. Fontos tagjává vált csapatának, amit az is jól tükrözött, hogy 2003. március 18-án egy új, négy évre szóló szerződést kapott a klubtól. Május 11-én, a Birmingham City ellen lépett utoljára pályára a West Ham színeiben. A londoniak elvesztették azt a meccset és kiestek a Premier League-ből.

### Chelsea
2003. július 15-én 6 millió fontért a Chelsea-hez igazolt. Ő volt az Abramovics-éra első igazolása. Augusztus 13-án debütált a Kékeknél egy MŠK Žilina elleni Bajnokok Ligája-meccsen. A találkozó visszavágóján szerezte meg első gólját a csapat színeiben. A bajnokságban augusztus 17-én mutatkozhatott be a Liverpool otthonában. Az első bajnoki góljára november 9-ig kellett várnia, amikor csapata 5–0 arányban kiütötte a Newcastle Unitedet. A 2003–04-es és 2004–05-ös szezonokban összesen 63-szor kapott játéklehetőséget.
A 2005–06-os évadban Johnson alig játszott, a Premier League-ben csak egyszer lépett pályára, a West Bromwich Albion ellen. José Mourinho folyamatosan Paulo Ferreirát játszatta jobbhátvédként. Geremi is plusz kihívást jelentett Johnsonnak, hiszen ő is bevethető volt a védelem jobb oldalán. 2006 nyarán ezért egy teljes szezon erejéig kölcsönben a Portsmouth-hoz igazolt. Visszatérése után kezdőként kapott lehetőséget a 2007-es FA Community Shielden és a szezon első meccsén, a Birmingham City ellen.

### Portsmouth
2007. augusztus 31-én, az átigazolási időszak utolsó napján Johnson körülbelül 4 millió fontért a Portsmouth-hoz igazolt, ahol  négyéves szerződést kapott a vezetőktől. Leigazolása után rögtön kezdőként lépett pályára az Arsenal ellen. Ezután ő lett a csapat állandó jobbhátvédje.
Október 20-án egy félpályáról indított szóló után gólt lőtt a Wigan Athletic ellen. Ez volt az első gólja körülbelül három év után.
Ő is részese volt a Portsmouth 2008-as FA-kupa-sikerének. A találkozó után több társához hasonlóan ellopták az aranyérmét. 2008. november 22-én bal lábbal hatalmas gólt lőtt a Hull City ellen, amit később a hónap góljának is megválasztottak.
2009. január 9-én meghosszabbította szerződését a Portsmouth-szal, ezzel véget vetett a jövőjével kapcsolatos találgatásoknak.
Ennek ellenére június 26-án 4 évre szóló szerződést kötött a Liverpoollal, akik mintegy 18,5 millió fontot fizettek érte.

### Liverpool
2009. július 15-én debütált a Liverpoolban a St. Gallen elleni felkészülési mérkőzésen. A bajnokságban 2009. augusztus 16-án mutatkozott be a Tottenham Hotspur elleni 2-1-es vereség alkalmával. Az Anfield-en 2009. augusztus 19-én debütált a Stoke City elleni győzelem során, ahol megszereztem első liverpooli gólját. Augusztus 29-én, Johnson Liverpool második gólját szerezte Bolton Wanderers ellen, amelyet 3-2-re megnyertek.

## Válogatott
Jonhson már 2003. november 18-án bemutatkozhatott az angol felnőtt válogatottban. Akkor Dánia ellen állt be csereként a 16. percben a sérült Gary Neville helyére.
2005 augusztusában egy Dánia elleni barátságos meccsen gyengén teljesített, így ezentúl nem ő, hanem Luke Young lett Gary Neville tartaléka. Többször nem is került be a válogatottba Sven-Göran Eriksson és Steve McClaren alatt, de Fabio Capello 2008 januárjában visszahívta. Az Andorra elleni meccsen játszhatott is.
2010. május 24-én megszerezte első gólját a válogatottban Mexikó ellen a Wembley Stadionban, a mérkőzést végül 3-1 arányban nyerték meg. Tagja volt a 2010-es labdarúgó-világbajnokság angol keretének.

## Közösségi munka
2007-ben Johnson Sam Taylorral megnyitotta a Glen Johnson Futballiskolát szülőhelyén, Dartfordban. Ebben az iskolában a helyi gyerekek tanulhatják meg a labdarúgás alapjait.

## Kihágásai
Johnson a hírek szerint többször összevesztett José Mourinhóval, egyszer például azért, mert otthon felejtette az útlevelét, mikor a Chelsea-vel egy Barcelona elleni idegenbeli BL-meccsre utazott volna.
2007 januárjában barátjával, Ben May-jel megpróbált WC-ülőkét és más fürdőszobai felszereléseket lopni egy áruházból. Tetten érték őket és a helyszínen ki kellett fizetniük a 80 fontos bírságot.

## Sikerei, díjai
Chelsea
- Premier League: 2004–05
- Angol ligakupa: 2004–05
- Angol szuperkupa – döntős: 2007

Portsmouth
- FA-kupa: 2007–08

Liverpool
- Angol ligakupa: 2011–12
- FA-kupa – döntős: 2011–12

### Egyéni
- Az év angol labdarúgó csapatában (PFA): 2008–09 Premier League
- Portsmouth szezon játékosa: 2008–09

## Játékos Statisztikái

### Klub
| Klub                    | Szezon         | League         | League          | League | FA-kupa         | FA-kupa | Ligakupa        | Ligakupa | Európai         | Európai | Egyéb           | Egyéb | Összesen        | Összesen |
| Klub                    | Szezon         | Bajnokság      | Pályára lépések | Gólok  | Pályára lépések | Gólok   | Pályára lépések | Gólok    | Pályára lépések | Gólok   | Pályára lépések | Gólok | Pályára lépések | Gólok    |
| ----------------------- | -------------- | -------------- | --------------- | ------ | --------------- | ------- | --------------- | -------- | --------------- | ------- | --------------- | ----- | --------------- | -------- |
| West Ham United         | 2002–03        | Premier League | 15              | 0      | 1               | 0       | 0               | 0        | —               | —       | —               | —     | 16              | 0        |
| Millwall (Kölcsönben)   | 2002–03        | First Division | 8               | 0      | —               | —       | —               | —        | —               | —       | —               | —     | 8               | 0        |
| Chelsea                 | 2003–04        | Premier League | 19              | 3      | 1               | 0       | 3               | 0        | 9               | 1       | —               | —     | 32              | 4        |
| Chelsea                 | 2004–05        | Premier League | 16              | 0      | 3               | 0       | 3               | 0        | 6               | 0       | —               | —     | 28              | 0        |
| Chelsea                 | 2005–06        | Premier League | 4               | 0      | 4               | 0       | 0               | 0        | 0               | 0       | 0               | 0     | 8               | 0        |
| Chelsea                 | 2007–08        | Premier League | 2               | 0      | —               | —       | —               | —        | —               | —       | 1               | 0     | 3               | 0        |
| Chelsea                 | Összesen       | Összesen       | 41              | 3      | 8               | 0       | 6               | 0        | 15              | 1       | 1               | 0     | 71              | 4        |
| Portsmouth (kölcsönben) | Premier League | 2006–07        | 26              | 0      | 2               | 0       | —               | —        | —               | —       | —               | —     | 28              | 0        |
| Portsmouth              | 2007–08        | Premier League | 29              | 1      | 6               | 0       | 1               | 0        | —               | —       | —               | —     | 36              | 1        |
| Portsmouth              | 2008–09        | Premier League | 29              | 3      | 1               | 0       | 1               | 0        | 4               | 0       | 1               | 0     | 36              | 3        |
| Portsmouth              | Összesen       | Összesen       | 84              | 4      | 9               | 0       | 2               | 0        | 4               | 0       | 1               | 0     | 100             | 4        |
| Liverpool               | 2009–10        | Premier League | 25              | 3      | 0               | 0       | 1               | 0        | 9               | 0       | —               | —     | 35              | 3        |
| Liverpool               | 2010–11        | Premier League | 28              | 2      | 0               | 0       | 0               | 0        | 7               | 0       | —               | —     | 35              | 2        |
| Liverpool               | 2011–12        | Premier League | 23              | 1      | 3               | 0       | 3               | 0        | —               | —       | —               | —     | 29              | 1        |
| Liverpool               | 2012–13        | Premier League | 36              | 1      | 0               | 0       | 0               | 0        | 7               | 1       | —               | —     | 43              | 2        |
| Liverpool               | 2013–14        | Premier League | 29              | 0      | 0               | 0       | 1               | 0        | —               | —       | —               | —     | 30              | 0        |
| Liverpool               | 2014–15        | Premier League | 19              | 1      | 4               | 0       | 2               | 0        | 3               | 0       | —               | —     | 28              | 1        |
| Liverpool               | Összesen       | Összesen       | 160             | 8      | 7               | 0       | 7               | 0        | 26              | 1       | —               | —     | 200             | 9        |
| Stoke City              | 2015–16        | Premier League | 25              | 0      | 1               | 0       | 3               | 0        | —               | —       | —               | —     | 29              | 0        |
| Stoke City              | 2016–17        | Premier League | 23              | 0      | 1               | 0       | 1               | 0        | —               | —       | —               | —     | 25              | 0        |
| Stoke City              | 2017–18        | Premier League | 9               | 0      | 0               | 0       | 1               | 0        | —               | —       | —               | —     | 10              | 0        |
| Stoke City              | Összesen       | Összesen       | 57              | 0      | 2               | 0       | 5               | 0        | —               | —       | —               | —     | 64              | 0        |
| Teljes karrier          | Teljes karrier | Teljes karrier | 365             | 15     | 27              | 0       | 20              | 0        | 45              | 2       | 2               | 0     | 459             | 17       |

1. 1 2 3  Pályára lépések a Bajnokok ligájában
2. 1 2  Pályára lépések az Angol szuperkupán
3. ↑  Pályára lépések az Európa-ligán
4. ↑  három pályára lépés a Bajnokok ligájában, hat pályára lépés az Európa-ligán
5. 1 2  Pályára lépések az Európa-ligán

### A válogatottban
| Nemzeti csapat | Év       | Pályára lépések | Gólok |
| -------------- | -------- | --------------- | ----- |
| Anglia         | 2003     | 1               | 0     |
| Anglia         | 2004     | 1               | 0     |
| Anglia         | 2005     | 3               | 0     |
| Anglia         | 2008     | 5               | 0     |
| Anglia         | 2009     | 10              | 0     |
| Anglia         | 2010     | 10              | 1     |
| Anglia         | 2011     | 5               | 0     |
| Anglia         | 2012     | 9               | 0     |
| Anglia         | 2013     | 5               | 0     |
| Anglia         | 2014     | 5               | 0     |
| Összesen       | Összesen | 54              | 1     |

### Gólja a válogatottban
| # | Dátum           | Helyszín                        | Pályára lépes száma | Ellenfél | Gól | Végeredmény | Verseny             | Jegyz. |
| - | --------------- | ------------------------------- | ------------------- | -------- | --- | ----------- | ------------------- | ------ |
| 1 | 2010. május 24. | Wembley Stadion, London, Anglia | 21                  | Mexikó   | 3–1 | 3–1         | Barátságos mérkőzés | [ 2 ]  |

## Külső hivatkozások
- Johnson profilja az lfchistory.net-en
- Glen Johnson pályafutásának statisztikái a Soccerbase oldalon (angolul)

- Glen Johnson adatlapja a FootballDatabae-en
- Glen Johnson adatlapja a 4thegame.com-on
- Glen Johnson adatlapja a Sporting-Heroes.net-en